# Presunto (gíria)
O termo presunto se refere a uma pessoa morta na linguagem popular brasileira, como uma palavra muito utilizada apenas na linguagem policial pelos criminosos, como por exemplo: não tenho vocação prá presunto ou esse cara é um presunto. 